# Teuchothrips annulosus
Teuchothrips annulosus är en insektsart som först beskrevs av Hermann Priesner 1928.  Teuchothrips annulosus ingår i släktet Teuchothrips och familjen rörtripsar. Inga underarter finns listade i Catalogue of Life.